# Tesfayohannes Mesfin
Tesfayohannes Mesfin (* 24. November 1974) ist ein eritreischer Langstreckenläufer.

## Karriere
Bei den Berglauf-Weltmeisterschaften 2001 belegte er den 19. Platz und bei den Crosslauf-Weltmeisterschaften 2002 in Dublin auf der Langstrecke den 78. Platz.
2003 folgte einem 41. Platz bei den Crosslauf-WM in Avenches auf der Langstrecke ein vierter Platz beim Saragossa-Halbmarathon. Bei den Halbmarathon-Weltmeisterschaften in Vilamoura kam er auf den 29. Platz.
2004 belegte er bei den Crosslauf-WM in Brüssel auf der Langstrecke Platz 22 und gewann mit der eritreischen Mannschaft Bronze. Bei den Berglauf-WM errang er Silber, und bei den Halbmarathon-WM in Neu-Delhi lief er auf den 21. Rang.
Im Jahr darauf belegte er bei den Crosslauf-WM 2005 in Saint-Galmier auf der Langstrecke den 20. Platz. Bei den Halbmarathon-WM in Edmonton wurde er Zwölfter und holte mit der Mannschaft Silber.
2006 in Fukuoka erreichte er mit einem neunten Rang auf der Langstrecke seine beste Einzelplatzierung bei einer Crosslauf-WM und mit Silber seine beste Mannschaftswertung. Einem sechsten Platz über 10.000 m bei den Leichtathletik-Afrikameisterschaften in Bambous folgte bei den Straßenlauf-WM in Debrecen ein 21. Platz und eine weitere Silbermedaille in der Teamwertung.
2007 kam er bei den Crosslauf-WM in Mombasa nicht ins Ziel. Beim Madrid-Marathon wurde er Fünfter und bei den Afrikaspielen in Algier über 10.000 m Elfter. Einer weiteren Silbermedaille bei den Berglauf-WM in Ovronnaz folgte ein 20. Platz beim Amsterdam-Marathon.
2008 qualifizierte er sich mit einem elften Platz beim Hamburg-Marathon für den Marathon der Olympischen Spiele in Peking, bei dem er jedoch nicht das Ziel erreichte. 2009 belegte er beim Marathon der Leichtathletik-Weltmeisterschaften in Berlin den 67. Platz und wurde Achter beim Ljubljana-Marathon. 2010 in Bydgoszcz kam er bei seiner letzten Crosslauf-WM-Teilnahme auf den 33. Platz.

## Persönliche Bestzeiten
- 5000 m: 13:27,06 min, 4. Juni 2005, Sevilla
- 10.000 m: 28:19,88 min, 13. August 2006, Bambous
- 20-km-Straßenlauf: 59:29 min, 8. Oktober 2006, Debrecen
- Halbmarathon: 1:03:08 h, 1. Oktober 2005,	Edmonton
- Marathon: 2:12:17 h, 27. April 2008, Hamburg